# Teleview

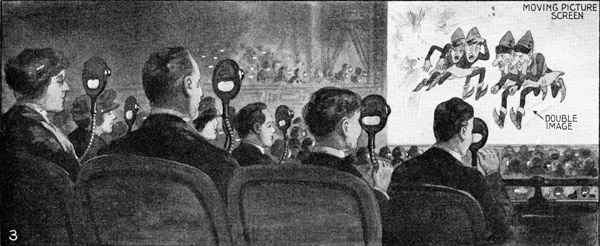
Una ilustración de un artículo de 1922 sobre Teleview

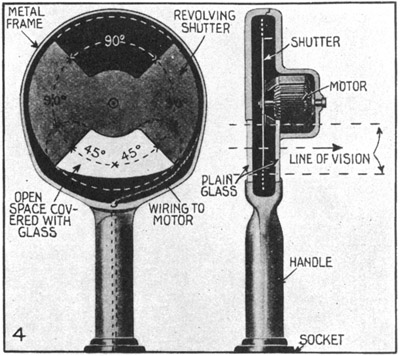
Detalles del visor de Teleview

Teleview era un sistema para proyectar películas estereoscópicas inventado por Laurens Hammond, más conocido como el inventor del órgano Hammond. Hizo su debut público el 27 de diciembre de 1922 en el Teatro Selwyn en la Ciudad de Nueva York, el único teatro jamás equipado con el sistema. El programa incluyó varios cortometrajes, una presentación en vivo de sombras proyectadas en 3D, y el largometraje de 95 minutos M.A.R.S. (o  The Man From M.A.R.S.), más tarde relanzado en 2D como Radio-Mania.
Teleview fue pionero en el método proyección estereoscópica 3D por secuencia alterna de fotogramas, usando para la visualización de la proyección un obturador activo. El principio básico había sido patentado anteriormente en 1897, pero la mejorada implementación de Teleview fue la primera en ser presentada al público.
La película para el ojo izquierdo y la película para el ojo derecho eran proyectadas a través de un par de proyectores interconectados con sus obturadores operando en fases alternas. Cada obturador era de tres palas, de modo que cada pareja de fotogramas de película era proyectado tres veces (es decir, izquierdo-derecho-izquierdo-derecho-izquierdo-derecho) antes de que los mecanismos movieran al próximo par de fotogramas a la posición de proyección. Con el mínimo de 16-fotogramas-por-segundo de velocidad de proyección de las películas mudas, esto producía un mínimo de 48 destellos por segundo en cada ojo, eliminando el severo parpadeo que hacia fatalmente deficientes anteriores sistemas en que los fotogramas del ojo izquierdo y del ojo derecho se alternaban en una única cinta de film que se proyectaba al doble de la velocidad normal.
Cada asiento del teatro estuvo equipado con un dispositivo de visionado sujeto al reposabrazos del asiento mediante un soporte flexible. Contenía un obturador rotativo sincronizado con los obturadores de los proyectores, de modo que cada uno de los ojos del usuario veía sólo las imágenes destinadas a él. La persistencia de visión hacia que ambas vistas parecieran ser ininterrumpidas y se veía una escena estereoscópica completamente normal.
El sistema de Hammond ganó elogios, pero debido al alto coste de instalar el equipamiento, y la inconveniencia de tener que ver a través del abultado visor, desapareció completamente después de este único contrato que acabó a principios de 1923.
El método de imagen alterno disfrutó un resurgimiento después de que la llegada de los obturadores optoelectrónicos en la década de 1970s lo hiciera más práctico. Modernas gafas de obturación de cristal líquido son utilizadas para ver proyección de películas 3D en algunos cines, así como en Televisiones 3D y ordenadores.